# Oskar Bezzel
Oskar Bezzel (* 9. August 1870 in Wald; † 30. März 1941 in München) war ein bayerischer Offizier und Historiker.

## Leben

### Herkunft
Er war der Sohn des protestantischen Pfarrers Ludwig Bezzel und dessen Ehefrau Emma, geborene Frauenknecht. Sein Bruder war der evangelische Theologe Hermann Bezzel.

### Militärkarriere
Nach seinem Abitur an einem Humanistischen Gymnasium trat Bezzel im August 1888 als Freiwilliggemeiner in die Bayerische Armee ein. Er absolvierte die Kriegsschule München, wurde im Anschluss daran 1890 zum Sekondeleutnant befördert und stieg bis 1912 zum Major im 9. Infanterie-Regiment „Wrede“ auf.
Bei Ausbruch des Ersten Weltkriegs und der Mobilmachung wurde Bezzel zum Kommandeur des III. Bataillons des Reserve-Infanterie-Regiment 8 ernannt und nahm an den Kämpfen an der West- und Ostfront teil. Im August 1917 zum Oberstleutnant befördert, wurde Bezzel als solcher am 5. März 1918 zum Inspekteur der Feld-Rekrutendepots der 6. Armee ernannt. Für seine Leistungen erhielt er neben beiden Klassen des Eisernen Kreuzes auch den Militärverdienstorden III. Klasse mit Schwertern.
Nach Kriegsende folgte seine Versetzung in das Kriegsarchiv und unter Verleihung des Charakters als Oberst schied Bezzel 1919 aus dem aktiven Militärdienst.

### Historiker
Nach seiner Verabschiedung wurde Bezzel beim Kriegsarchiv angestellt. Er nahm ein Studium an der Ludwig-Maximilians-Universität München auf und promovierte am 26. Februar 1925 unter Professor Michael Doeberl mit der Dissertation Studien zur Geschichte Bayerns in der Zeit der Befreiungskriege zum Dr. phil. Danach war er bis zu seiner Pensionierung beim Kriegsarchiv tätig und verfasste eine Vielzahl von Büchern und Aufsätzen vor allem zur Militärgeschichte Bayerns.

## Schriften
- Die Maßnahmen Bayerns zum Grenzschutz im Feldzuge 1809. München 1905.
- (mit Hermann Helmes): Übersicht zur Geschichte der fränkischen Kreistruppen 1644-1714. Lindauer, München 1905.
- Das Königlich-Bayerische vierte Infanterieregiment König Wilhelm von Württemberg vom Jahre 1806.-1906. Lindauer, München 1906.
- Geschichte des Kurpfälzischen Heeres (= Geschichte des Bayerischen Heeres, Bd. 4.1 u. 4.2). Verlag Bayerisches Kriegsarchiv, München 1925/1928
- Studien zur Geschichte Bayerns in der Zeit der Befreiungskriege. Bayerisches Kriegsarchiv, München 1926.
- Geschichte des kurzpfalzbayerischen Heeres von 1778 bis 1803 (= Geschichte des Bayerischen Heeres, Bd. 5). Schick, München 1930.
- Geschichte des königlich bayerischen Heeres von 1825 mit 1866 (= Geschichte des Bayerischen Heeres, Bd. 7). Schick, München 1931.
- Geschichte des königlich bayerischen Heeres unter König Max I. Joseph von 1806 (1804) bis 1825 (= Geschichte des Bayerischen Heeres, Bd. 6.1). Schick, München 1933.
- Ansbach-Bayreuther Miettruppen im Bordamerikanischen Freiheitskrieg 1777-1783. In: Zeitschrift für Bayerische Landesgeschichte, Bd. 8 (1935), S. 185–214 u. 377–424.
- Das Königlich Bayerische Reserve-Infanterie-Regiment Nr. 6. Schick, München 1938.
- Die Haustruppen des letzten Markgrafen von Ansbach-Bayreuth unter preußischer Herrschaft. Beck, München 1939.